# Planodes virginicum
Planodes virginicum ist eine von lediglich zwei nordamerikanischen Pflanzenarten der Gattung Planodes in der Familie der Kreuzblütengewächse (Brassicaceae). In den USA werden auch die Trivialnamen „Virginia winged rock-cress“ und „Virginia-cress“ verwendet.

## Beschreibung

### Vegetative Merkmale
Planodes virginicum wächst als einjährige, krautige Pflanze mit Wuchshöhen von meist 10 bis 35 (5 bis 55) Zentimeter. Sie bildet einen bis mehrere Stängel, die am Grund rauhaarig, nach oben hin oft kahl sind.
Die grundständigen Laubblätter bestehen aus Blattstiel und Blattspreite. Der Blattstiel weist eine Länge von meist 0,8 bis 1,5 (0,3 bis 2) Zentimeter auf. Die bei einer Länge von meist 1,5 bis 7 (1 bis 10) Zentimeter und einer Breite von meist 4 bis 20 (selten bis 30) Millimeter im groben Umriss längliche bis verkehrt-lanzettliche Blattspreite ist im Detail fiederspaltig bis fiederschnittig mit auf jeder Seite meist 6 bis 12 (4 bis 15) eiförmigen oder länglichen bis linealischen Blattabschnitten. Der Blattrand ist im unteren Spreitenbereich oft grob gezähnt und im oberen Spreitenbereich ganzrandig oder winzig gezähnt. Der Endabschnitt ist mindestens gleich groß wie die Seitenabschnitte, sein Blattrand ist ganzrandig oder besitzt einen seitständigen Zahn. Die Blattflächen sind üblicherweise flaumig behaart, selten verkahlen sie.
Die kurz gestielten Stängelblätter besitzen eine kleinere, schmalere Blattspreite als die grundständigen Blätter; die Abschnittsränder sind ungezähnt.

### Generative Merkmale
Die Blütezeit von Planodes virginicum reicht von Februar bis April. Die Blüten sind in lockeren, traubigen Blütenständen angeordnet. Die geraden, haarlosen Blütenstiele weisen eine Länge von meist 2,5 bis 6 (1,5 bis 8) Millimeter auf. Die zwittrigen Blüten sind vierzählig. Die vier 1 bis 2 Millimeter langen und 0,5 bis 0,8 Millimeter breiten Kelchblätter sind kahl oder unterhalb der Spitze wenig behaart. Die vier weißen Kronblätter weisen eine Länge von 2 bis 3 Millimeter und eine Breite von 0,5 bis 1 Millimeter auf. Die Staubfäden sind 1,5 bis 2 Millimeter lang und die Staubbeutel messen 0,3 bis 0,4 Millimeter.
Die sparrig-spreizenden, aufsteigend auf einem 0,2 bis 0,7 Millimeter langen Stiel stehenden Schoten sind leicht eingeschnürt und besitzen eine Länge von meist 1,5 bis 2,5 (1 bis 3,2) Zentimeter und eine Breite von 1 bis 1,5 Millimeter. Die 1 bis 1,2 × 0,9 bis 1 Millimeter großen Samen sind mehr oder weniger kreisrund und besitzen einen 0,1 bis 0,15 Millimeter großen Flügel.
Die Chromosomenzahl beträgt 2n=16.

## Vorkommen
Planodes virginicum ist in zentralen, südöstlichen Bundesstaaten sowie disjunkt im Bundesstaat Kalifornien der USA und im nördlichen Teil der Baja California Mexikos anzutreffen. Die räumliche Trennung lässt vermuten, dass diese Art im westlichen Teilareal eingeführt wurde.
Planodes virginicum besiedelt Überschwemmungsgebiete, Wiesen, offene Wälder, kultivierte Flächen und Ruderalflächen wie Schutthalden, Areale an Bahngeleisen und -dämmen und Fahrbahnen in Höhenlagen von 0 bis zu 500 Meter. Planodes virginicum wird in einigen Gebieten Nordamerikas als invasive Pflanze angesehen.

## Systematik
Diese Art wurde 1753 unter dem Basionym Cardamine  virginica von Carl von Linné in Species Plantarum, Band 2, S. 656 erstveröffentlicht. Sie wurde 1912 von Edward Lee Greene in Leaflets of Botanical Observation and Criticism, Volume 2, S. 221 unter dem Namen Planodes virginicum in die Gattung Planodes gestellt. Die zwischenzeitlich erfolgten Klassifizierungen als Arabis virginica (L.) Poir. und Sibara virginica (L.) Rollins sind nunmehr als Synonyme zu betrachten. Weitere Synonyme sind Cardamine ludovicina Hook., Arabis ludovicina (Hook.) C.A.Meyer und Erysimum ludovicianum (Hook.) Kuntze.